# Унифицированные коммуникации
Унифицированные коммуникации (англ. Unified communications, UC) — это технология, представляющая собой интеграцию услуг реального времени таких как: мгновенные сообщения (чат), информация о присутствии (presence), телефония (включая IP-телефонию), видеоконференция, совместная работа над документами, управление вызовами и распознаванием речи с унифицированными почтовыми системами (голосовая почта, электронная почта, SMS и факс). 
Унифицированные коммуникации, как правило, не является одним продуктом, но представляет собой набор продуктов, которые обеспечивают потребителя единым интерфейсом и возможностью доступа к услугам на различных коммуникационных устройствах (стационарный телефон, мобильный телефон, компьютер, ноутбук и др.).
Унифицированные коммуникации позволяют отправителю сообщения отправить сообщение (голосовое, текстовое, видео) средствами одной технологии, а получателю сообщения прочитать его средствами другой технологии. Например, пользователь может получать голосовые сообщения по электронной почте или дозваниваясь по сотовому телефону до автоответчика. Если отправитель сейчас доступен в сети на основании данных о присутствии, ответ может быть направлен ему через чат или видеоконференцию.
Компоненты UC
Обычно используется:
- IP-телефония
- Присутствие
- Конференц-связь
- Мгновенный обмен сообщениями
- Мобильность
- Клиенты

## История
История унифицированных коммуникаций начинается с эволюции технологии телефонной связи. Изначально, системы телефонии в бизнесе были построены на базе частных телефонных станций или на базе телефонных станции локальных операторов связи. Эти телефонные станции использовались для подключения аналоговых и цифровых телефонных аппаратов и организации связи с клиентами.
В конце 1990-х новозеландская компания IPFX разработала первый коммерческий продукт контроля доступности абонента, который позволял коллегам определить местонахождение друг друга и выбрать наилучший способ связи в зависимости от местонахождения и доступности. Основным недостатком этой услуги была опора на телефонную компанию, что привело к росту стоимости для конечных клиентов. Со временем мини-АТС стали более доступными для компаний, нанимались свои специалисты для их обслуживания. Установка АТС в компаниях привела к развитию решений для телефонии и упрощению их обслуживания.
Компании начали развертывание IP-сетей, в том числе для передачи голоса. Некоторые производители, такие как Avaya и Nortel создали печатные платы (карты) для своих УАТС, которые подключали УАТС к сети IP. Другие производители, такие как Cisco создали оборудование для маршрутизации и передачи голосовых вызовов через сеть компании. Шло время, Siemens, Alcatel-Lucent, AltiGen, Cisco, Nortel, Avaya и Mitel поняли потенциал роста IP-телефонии и начали внедрять в основном системы, работающие по IP.
Учитывая широкий спектр унифицированных коммуникаций, сегодня наблюдается отсутствие единого определения UC, поскольку большинство решений поставляется от разных компаний. С 2008 года на рынке появилось несколько решений с открытой архитектурой такие как Druid и Elastix, базирующиеся на Asterisk. Целью создания этих продуктов было позволить сообществу разработчиков открытого кода сказать своё слово в области унифицированных коммуникаций.
В мае 2010 был анонсирован форум Unified Communications Interoperability Forum (UCIF). UCIF является независимым альянсом между технологическими компаниями, которые создают, тестируют и развивают профили, пособия по внедрению и наилучшим практикам, обеспечивают совместимость между продуктами UC и существующими коммуникационными системами и приложениями. Изначально альянс был создан HP, Juniper Networks, Logitech / LifeSize, Microsoft и Polycom, потом к нему присоединились другие компании: Acme Packet, Aspect, AudioCodes, Broadcom, BroadSoft, Brocade Communications Systems, ClearOne, Jabra, Plantronics, Radvision, Siemens,Teliris, Accutone.
На сегодняшний день между игроками рынка идут дебаты по поводу того, где должна находиться платформа UC. Некоторые считают, что UC должна быть установлена на ресурсах предприятия, другие считают, что UC может предлагаться как сервис на базе операторов связи UCaaS (UC as a Service).